# Mailberg
Mailberg ist eine Marktgemeinde mit 560 Einwohnern (Stand 1. Jänner 2025) im Bezirk Hollabrunn im nordöstlichen Niederösterreich.
Die Gemeinde ist durch ihre hervorragenden Weinlagen bekannt und zeigt sich in der Vinothek des Schlosses und dem jährlich stattfindenden großen Kellergassenfest.

## Geografie
Der Ort Mailberg liegt im nördlichen Weinviertel in einem Talkessel auf 217 Meter über dem Meer. Nach Westen steigt das Gemeindegebiet zum Melker Wald an. Die höchste Erhebung ist der Buchberg mit 417 Meter. 
Die Fläche der Marktgemeinde umfasst 15,74 Quadratkilometer. Davon sind 48 Prozent landwirtschaftliche Nutzfläche, 18 Prozent Weingärten und 28 Prozent der Fläche sind bewaldet.

### Gemeindegliederung
Es gibt nur die Katastralgemeinde Mailberg.

### Nachbargemeinden
|             | Seefeld-Kadolz                              |                 |
| Hadres      | Kompassrose, die auf Nachbargemeinden zeigt | Großharras (MI) |
| Wullersdorf | Nappersdorf-Kammersdorf                     |                 |

## Geschichte
1055 gab es die erste urkundliche Erwähnung von Mailberg und am 12. Mai 1082 fand in der Nähe von Mailberg die Schlacht bei Mailberg statt, in der böhmische und mährische Truppen dem Markgrafen Leopold II. eine schwere Niederlage zufügten.
Überregionale Bedeutung erlangt der Ort, als er um 1146 dem Johanniterorden geschenkt wurde, der anschließend hier die Kommende Mailberg gründete.
Am 14. Oktober 1451 berief Ulrich von Eyczing in Mailberg eine Ständeversammlung ein, in der der Mailberger Bund gegen König Friedrich IV. besiegelt wurde.
Mailberg wurde 1514 zum Markt erhoben.

### Einwohnerentwicklung

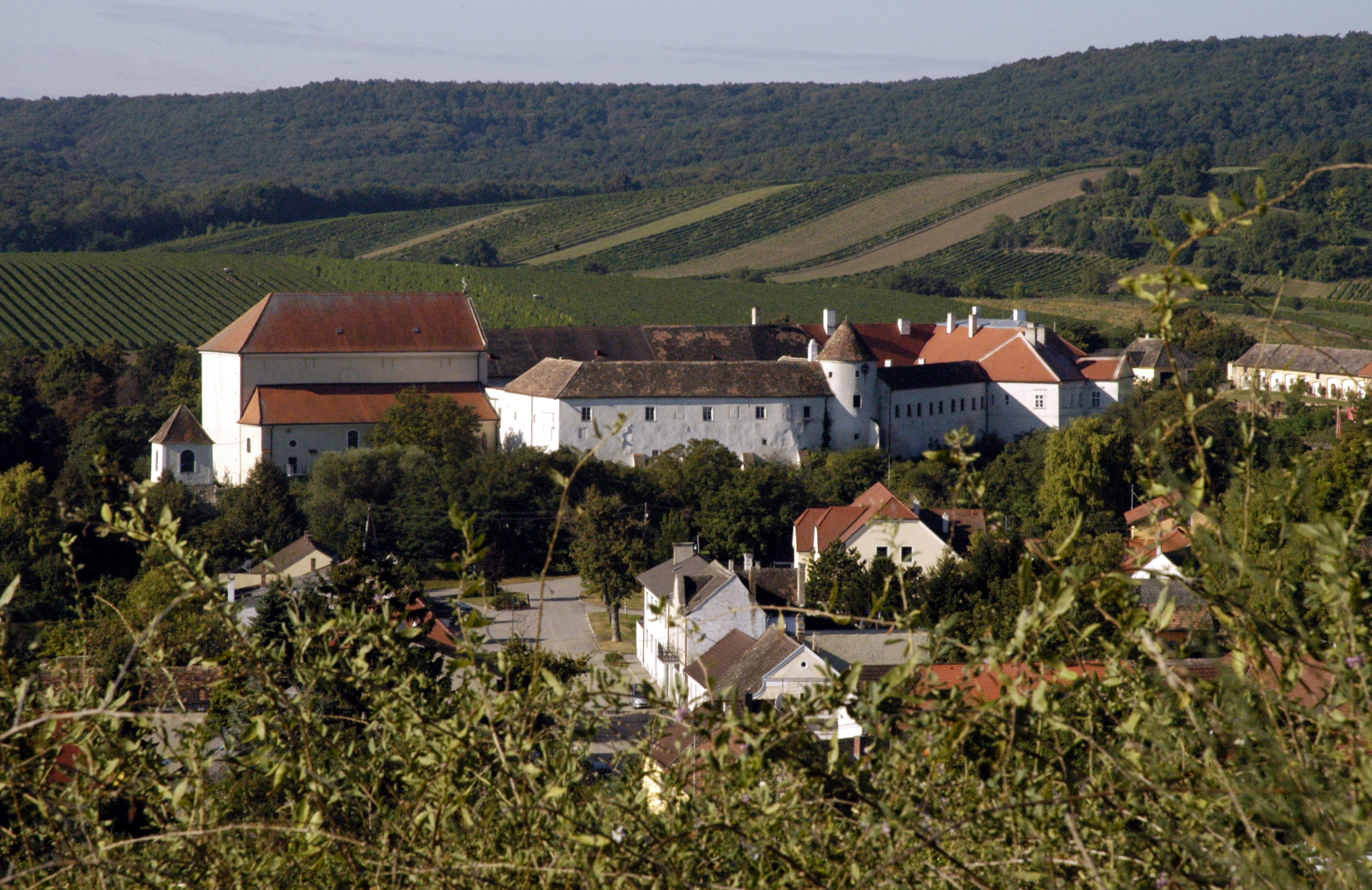
Schloss Mailberg

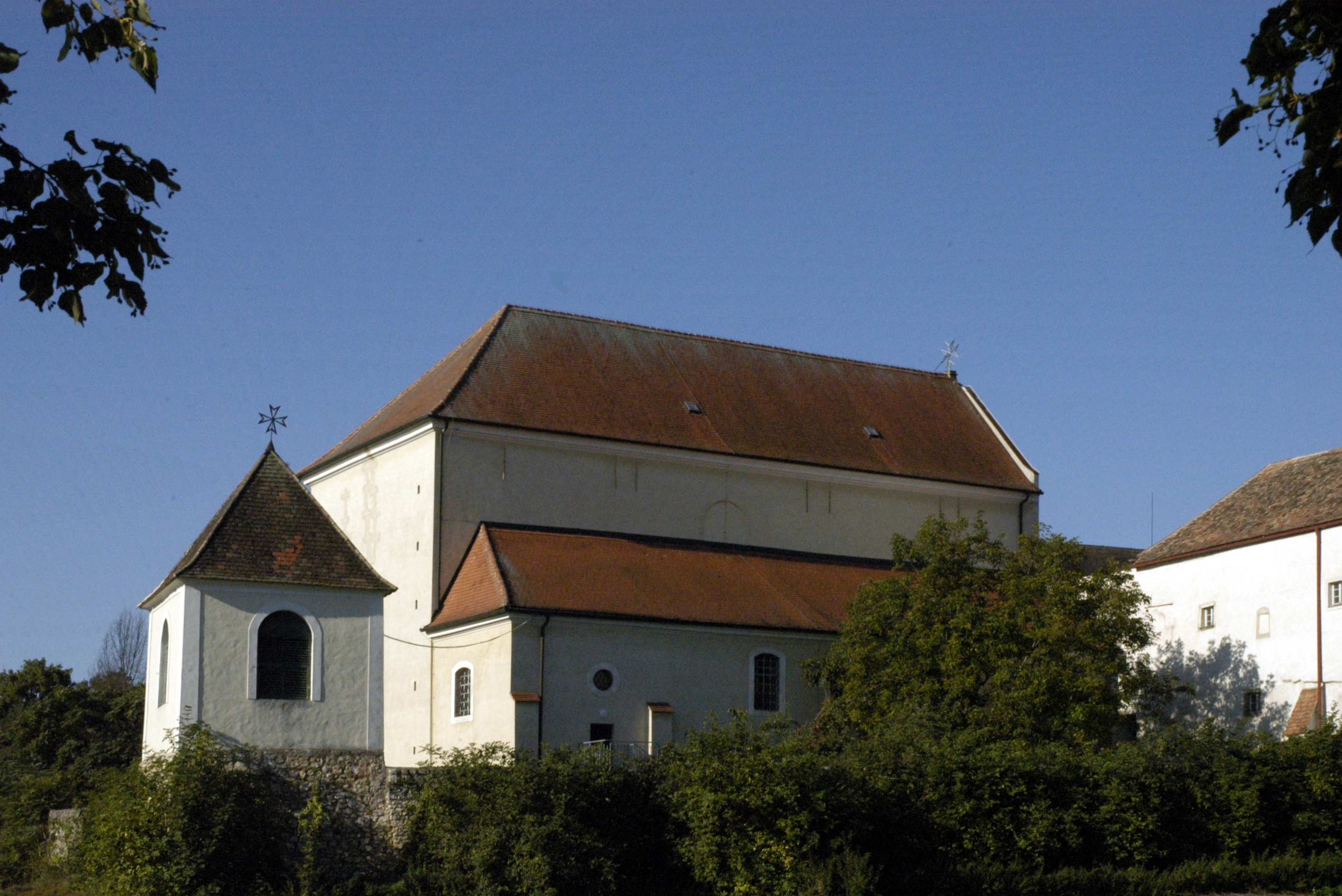
Schlosskirche Mailberg

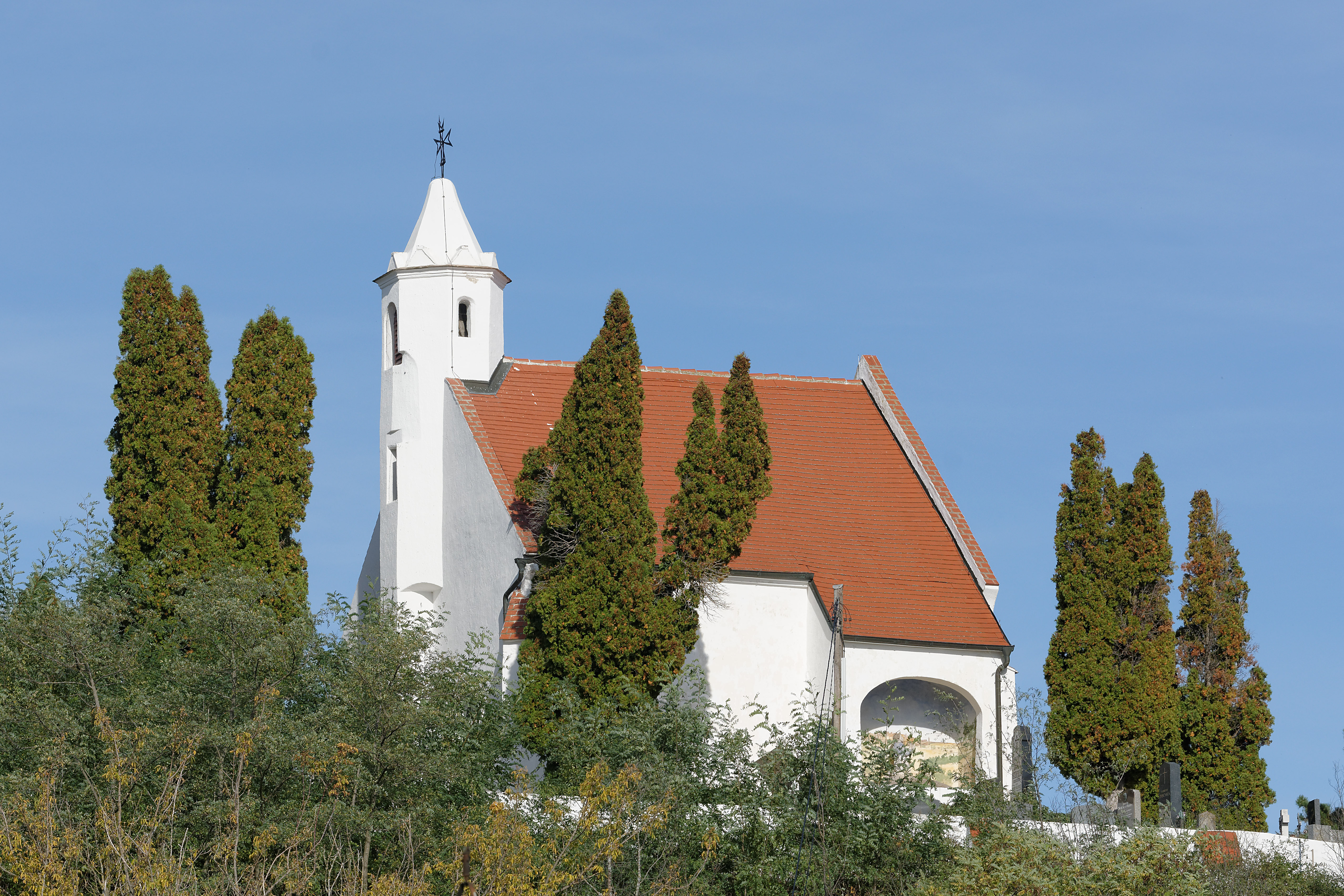
Friedhofskirche Mailberg

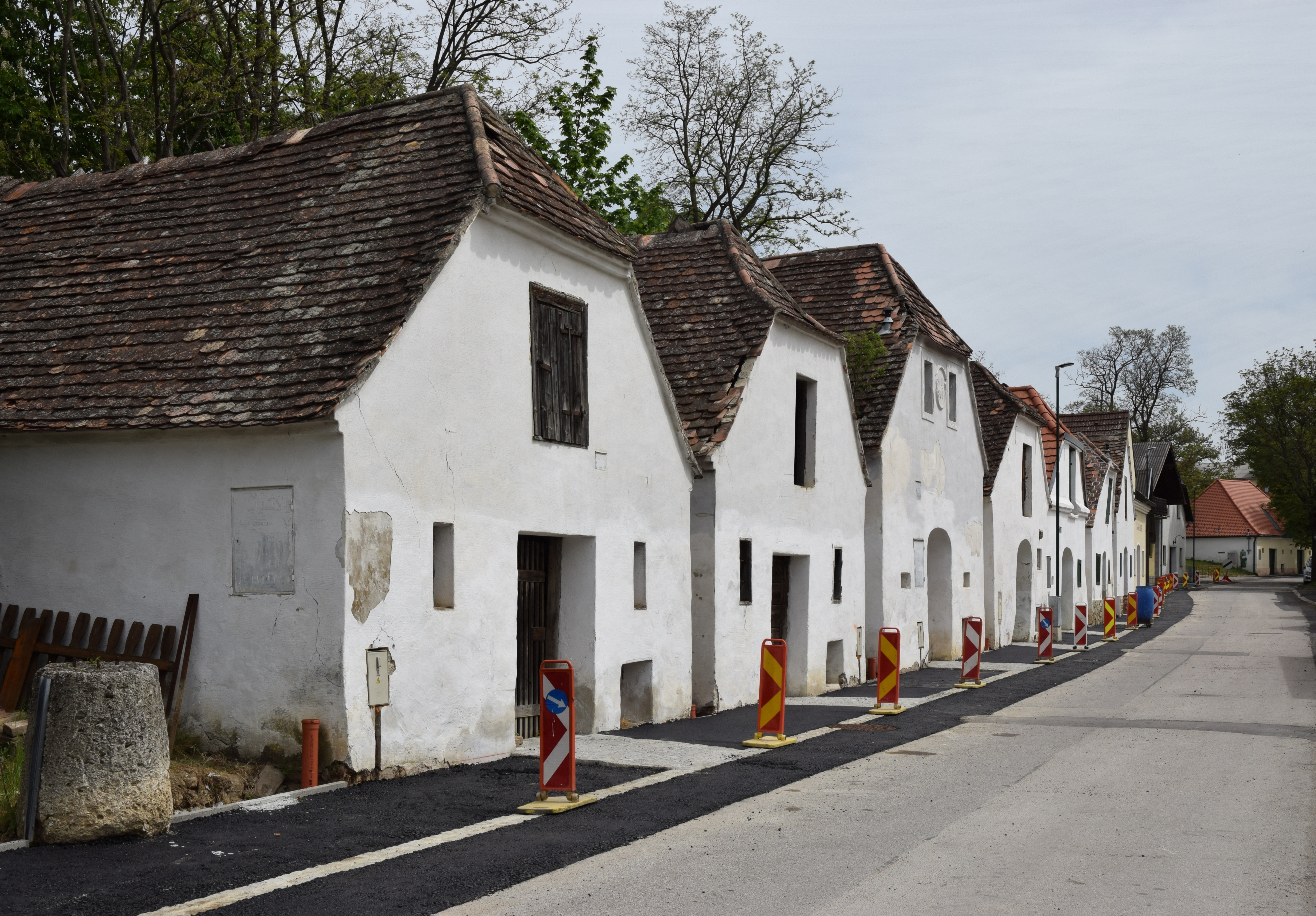
Kellergasse Unterer Zipf

| Mailberg: Einwohnerzahlen von 1869 bis 2025         | Mailberg: Einwohnerzahlen von 1869 bis 2025 | Mailberg: Einwohnerzahlen von 1869 bis 2025 | Mailberg: Einwohnerzahlen von 1869 bis 2025 | Mailberg: Einwohnerzahlen von 1869 bis 2025 |
| --------------------------------------------------- | ------------------------------------------- | ------------------------------------------- | ------------------------------------------- | ------------------------------------------- |
| Jahr                                                |                                             |                                             |                                             | Einwohner                                   |
| 1869                                                | 1869                                        |                                             | 1.293                                       | 1.293                                       |
| 1880                                                | 1880                                        |                                             | 1.445                                       | 1.445                                       |
| 1890                                                | 1890                                        |                                             | 1.498                                       | 1.498                                       |
| 1900                                                | 1900                                        |                                             | 1.356                                       | 1.356                                       |
| 1910                                                | 1910                                        |                                             | 1.424                                       | 1.424                                       |
| 1923                                                | 1923                                        |                                             | 1.310                                       | 1.310                                       |
| 1934                                                | 1934                                        |                                             | 1.255                                       | 1.255                                       |
| 1939                                                | 1939                                        |                                             | 1.194                                       | 1.194                                       |
| 1951                                                | 1951                                        |                                             | 1.128                                       | 1.128                                       |
| 1961                                                | 1961                                        |                                             | 882                                         | 882                                         |
| 1971                                                | 1971                                        |                                             | 768                                         | 768                                         |
| 1981                                                | 1981                                        |                                             | 696                                         | 696                                         |
| 1991                                                | 1991                                        |                                             | 598                                         | 598                                         |
| 2001                                                | 2001                                        |                                             | 583                                         | 583                                         |
| 2011                                                | 2011                                        |                                             | 576                                         | 576                                         |
| 2021                                                | 2021                                        |                                             | 567                                         | 567                                         |
| 2025                                                | 2025                                        |                                             | 560                                         | 560                                         |
| Quelle(n): Statistik Austria, Gebietsstand 1.1.2021 |                                             |                                             |                                             |                                             |

## Kultur und Sehenswürdigkeiten
- Schloss Mailberg: Im Besitz des Souveränen Malteser Ritterordens und Teil der Kommende, welche der älteste noch bestehende Besitz des Ordens ist. Der heutige Schlossbau, befestigt mit Burgmauer und Burggraben, stammt aus dem 16. Jahrhundert.[3]
- Schlosskirche Mailberg: Die Schlosskirche ist wie die meisten Ordenskirchen dem hl. Johannes dem Täufer geweiht und stammt aus dem 13. Jahrhundert. Ursprünglich als gotische Hallenkirche erbaut, wurde sie 1609 barockisiert. Die Kirche wurde 2007 renoviert und hat die Funktion der Pfarrkirche der Gemeinde Mailberg.[4] Der Innenhof des Schlosses und die Kirche sind frei zugänglich, die eigentlichen Schlossgebäude wurden renoviert und beherbergen das Schlosshotel Mailberg, ein Restaurant sowie die Vinothek des „Schlossweinguts Malteser Ritterorden“ und der Qualitäts-Winzergemeinschaft „Mailberg Valley“.[5]
- Friedhofskirche Mailberg hl. Kunigunde: Aus dem 14. Jahrhundert und älter. Aufgrund ihrer Hügellage hat man einen herrlichen Blick auf Mailberg und das Umland.
- Grenz-Wachturm: In den Weinbergen: Er wurde nach dem Fall des Eisernen Vorhangs an der burgenländisch-ungarischen Grenze abgebaut.
- Die Kellergasse „Zipf“ besteht aus einer unteren und oberen Kellergasse, wobei die obere unter Denkmalschutz steht. Diese umfasst über 20 Weinkeller und ist eine der schönsten in Niederösterreich. Insgesamt gibt es in Mailberg fast 200 Weinkeller, welche größtenteils in der Originalbausubstanz erhalten und liebevoll gepflegt sind.[6]

Veranstaltungen
Im Juni findet jährlich ein Kellergassenfest statt, das sich sowohl zur Verkostung der Weine als auch zu einem Rundgang in den zum Teil denkmalgeschützten Presshäusern und Kellern anbietet.
Radroute
Durch Mailberg führt die 65 Kilometer lange Portugieser Radroute.

## Wirtschaft und Infrastruktur
Mailberg ist vor allem als Weinbau-Ort bekannt.
Im Jahr 2010 gab es 58  land- und forstwirtschaftliche Betriebe, davon waren 25 Haupterwerbsbetriebe (1999 waren es 101 / 23). Im schwach ausgeprägten Produktionssektor beschäftigt eine Baufirma sechs Arbeitnehmer. Der Dienstleistungssektor bietet mit 25 Betrieben 80 Personen Arbeit. Mehr als die Hälfte davon ist im Handel beschäftigt (Stand 2010).

### Bildung
In der Gemeinde gibt es einen Kindergarten und eine privat geführte Volksschule.

### Gesundheit
In Mailberg ordiniert ein praktischer Arzt.

### Tourismus
Durch Mailberg verlaufen mehrere Weitwanderwege: der Niederösterreichische Landesrundwanderweg, der Ostösterreichische Grenzlandweg sowie der Europäische Fernwanderweg E8.

## Politik

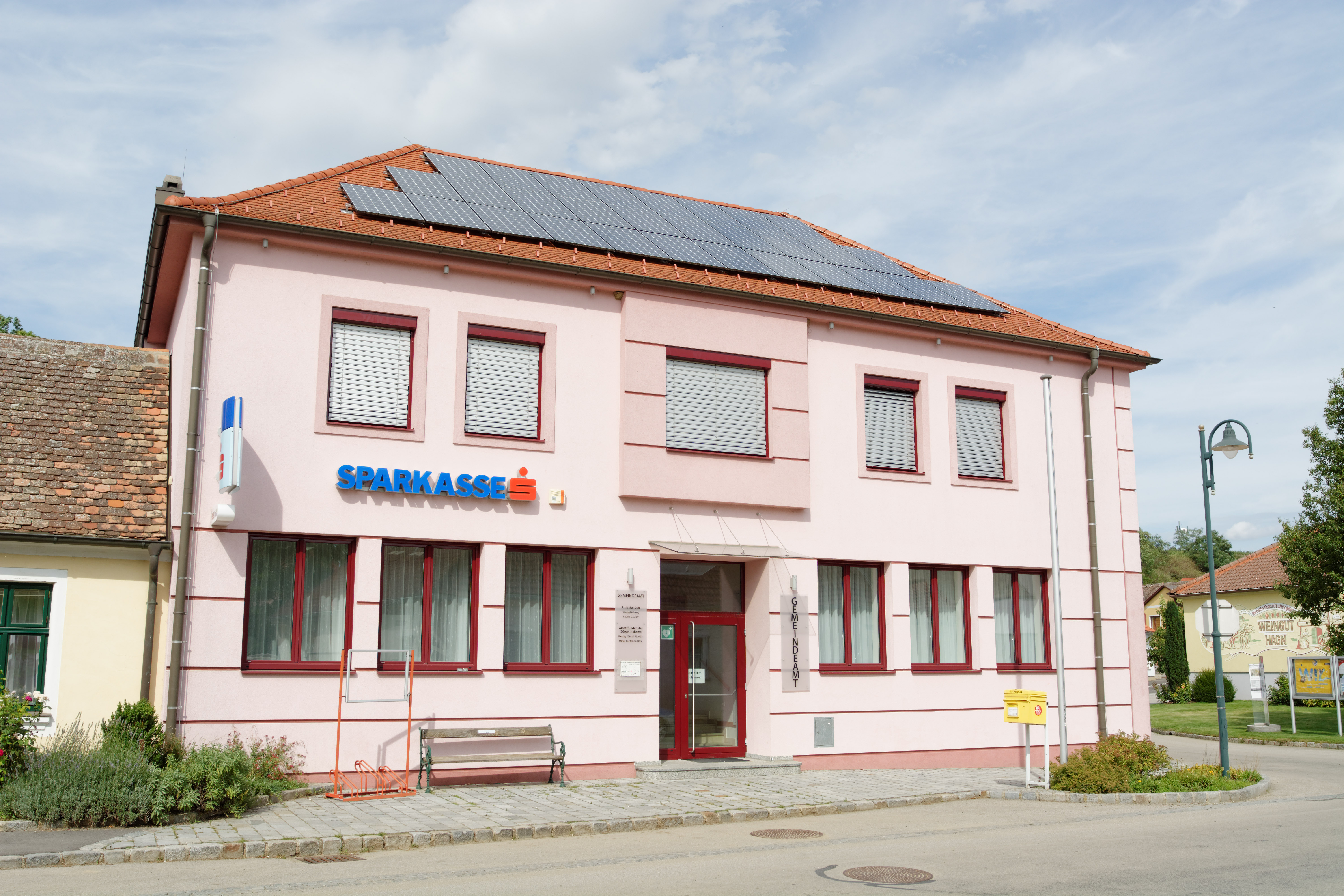
Gemeindeamt

### Gemeinderat
Der Gemeinderat hat 15 Mitglieder.
- Nach den Gemeinderatswahlen in Niederösterreich 1990 hatte der Gemeinderat folgende Verteilung: 8 ÖVP und 7 SPÖ.
- Nach den Gemeinderatswahlen in Niederösterreich 1995 hatte der Gemeinderat folgende Verteilung: 9 SPÖ, 4 ÖVP und 2 FPÖ.[13]
- Nach den Gemeinderatswahlen in Niederösterreich 2000 hatte der Gemeinderat folgende Verteilung: 10 SPÖ, 4 ÖVP und 1 FPÖ.[14]
- Nach den Gemeinderatswahlen in Niederösterreich 2005 hatte der Gemeinderat folgende Verteilung: 11 SPÖ und 4 ÖVP.[15]
- Nach den Gemeinderatswahlen in Niederösterreich 2010 hatte der Gemeinderat folgende Verteilung: 10 SPÖ und 5 ÖVP.[16]
- Nach den Gemeinderatswahlen in Niederösterreich 2015 hatte der Gemeinderat folgende Verteilung: 10 SPÖ und 5 ÖVP.[17]
- Nach den Gemeinderatswahlen in Niederösterreich 2020 hatte der Gemeinderat folgende Verteilung: 10 SPÖ und 5 ÖVP.[18]
- Nach den Gemeinderatswahlen in Niederösterreich 2025 hat der Gemeinderat folgende Verteilung: 8 SPÖ und 7 ÖVP.[19]

### Bürgermeister
- 1995–2023 Herbert Goldinger (SPÖ)[20][21][22]
- seit 2023 Christoph Hohl (SPÖ)

### Wappen
Im Jahr 1999 wurde der Gemeinde folgendes Wappen verliehen: In Rot ein anstoßendes silbernes Malteserkreuz, belegt mit einem von Grün und Silber gevierten Herzschild mit vier zueinander gekehrten aufgerichteten Pferden in gewechselten Farben.